# پنجاهمین سال تأسیس نیروی هوایی شاهنشاهی ایران (تمبر ۱۳۵۳)
پنجاهمین سال تأسیس نیروی هوایی شاهنشاهی ایران (۱۳۵۳) تمبری است از نوع یادبود که به مناسبت برگذاشت پنجاهمین سال تأسیس نیروی هوایی شاهنشاهی ایران چاپ گردید. این تمبر توسط پست ایران منتشر گردید.